# オレゴン州の旗
オレゴン州の旗（オレゴンしゅうのはた）は、アメリカ合衆国オレゴン州の州旗。現在、アメリカで唯一の表と裏のデザインが異なる州旗である。
紺色の地に、金色の紋章と文字が描かれている。紋章の中の幌馬車は西部開拓時代のオレゴン街道を表している。紋章を囲む33個の星はオレゴン州が33番目の州に昇格したことを表しており、紋章の下には州に昇格した年である1859と書かれているほか、上には「STATE OF OREGON」と書かれている。裏面には州の動物であるビーバーが描かれている。